# 井原リフレッシュ公園
井原リフレッシュ公園（いばらリフレッシュこうえん）は、岡山県井原市にある都市公園（総合公園）である。

## 所在地
- 岡山県井原市大江町1419番地2

（公園の領域は、井原市大江町と井原市下出部［しもいずえ］町にまたがる。）

## 概要
四季を通じて自然散策やレクリエーションが楽しめ、健康づくりと交流が図れる「静のゾーン」と、有料スポーツ施設「動のゾーン」の二つのゾーンから成る都市公園である。
尚、広島県道・岡山県道102号下御領井原線を挟み、斜め向かい側には「相原公園」があるため、その公園と同一公園と誤解している人もいるが、二つの公園は趣旨や設置時期が全く異なり、別施設である。

## 沿革
- 2005年（平成17年）3月末 「静のゾーン」完成。

## 静のゾーン
- 芝生広場
- 遊戯広場
- 日本庭園
- 紅葉谷 / 遊歩道

## 動のゾーン
- 野球場
- 多目的グラウンド

## 園内禁止事項
- バーベキュー・花火など火を使う行為。
- ゴルフ、ラジコンなど芝生をいためる行為。
- 犬、猫を芝生内に入れること。
- 園路、駐車場でのスケートボード、ラジコンなど他人の迷惑になる行為。
- ごみを捨てること。

バーベキューをすることが禁止されているため、バーベキューを行なうには、公園北側にある経ヶ丸山に行き、経ヶ丸オートキャンプ場（有料）を利用すること。

## アクセス
自動車
最寄ICは、山陽自動車道 笠岡ICまたは福山東IC。
国道313号（国道486号重用）高屋バイパスまたは広島県道・岡山県道102号下御領井原線から、ふるさと林道出雲相原線を利用。
交通機関
最寄駅は、井原鉄道井原線 いずえ駅または子守唄の里高屋駅
最寄駅よりタクシーを利用。